# Прва лига Мађарске у фудбалу 1923/24.
Двадесет прво фудбалско првенство у Мађарској је одиграно 1923/24. године.

## Преглед
Учествовало је укупно дванаест клубова, МТК је освојио првенство, што му је била једанаеста титула.
Клубови који су се налазили изван Будимпеште су играли у регионалним лигама и победници тих лига су се квалификовали на турнир победника регионалних лига. Победник овог турнира је био предодређен за доигравање у Будимпешти где би одиграо утакмицу за титулу Мађарског шампиона против шампионског тима из Будимпеште.
Регионални шампиони су били:
- ФК Диошђер ВТК
- ФК Дебрецин ВСЦ
- ФК Печуј МСЦ
- ФК Сомбатхељ
- ФК Чаба, Бекешчаба
- ВАК

Победник победника регионалних турнира је постао ФК Сомбатхељ, у финалу је победио екипу ФК Кечкемет.
- ФК Сомбатхељ- ФК Диошђер ВТК 1:0.

Плејоф утакмица у Будимпешти је одиграна и МТК је победио екипу Сомбатхеља. Првак је постала екипа МТК
- МТК- ФК Сомбатхељ 1:1, поновљена утакмица 3:0.

## Табела
| #  | Екипа              | Утакмица | ПБ | НР | ИЗ | ГД | ГП | ГР  | Бодова | Примедба |
| -- | ------------------ | -------- | -- | -- | -- | -- | -- | --- | ------ | -------- |
| 1  | МТК                | 22       | 19 | 2  | 1  | 50 | 11 | +39 | 40     | Шампион  |
| 2  | ФК Ференцварош     | 22       | 11 | 8  | 3  | 36 | 15 | +21 | 30     |          |
| 3  | ФК Ујпешт          | 22       | 12 | 4  | 6  | 39 | 15 | +14 | 28     |          |
| 4  | ФК Будимпешта      | 22       | 10 | 5  | 7  | 23 | 21 | +2  | 25     |          |
| 5  | ВАК                | 22       | 7  | 5  | 10 | 18 | 31 | -12 | 19     |          |
| 6  | ФК Зугло АК        | 22       | 7  | 5  | 10 | 16 | 28 | -12 | 19     |          |
| 7  | ФК Тереквеш        | 22       | 6  | 6  | 10 | 28 | 29 | -1  | 18     |          |
| 8  | ФК Трећи округ ТВЕ | 22       | 4  | 10 | 8  | 21 | 23 | -2  | 18     |          |
| 9  | ФК Вашаш           | 22       | 7  | 4  | 11 | 28 | 36 | -8  | 18     |          |
| 10 | ФК Кишпешт         | 22       | 5  | 8  | 9  | 18 | 33 | -15 | 18     |          |
| 11 | ФК 33              | 22       | 5  | 7  | 10 | 14 | 27 | -13 | 17     |          |
| 12 | ФК УТСЕ            | 22       | 5  | 4  | 13 | 26 | 48 | -22 | 13     |          |

УУ = Укупно утакмица; ПБ = Победе; НР = Нерешено; ИЗ = Укупно пораза; ГД = Голова дато; ГП = Голова примљено; ГР = Гол-разлика; Бо = Бодова

## Признања
| Шампион Мађарске у фудбалу 1923/24. |
| МТК 11. титула                      |

| Најбољи играч | Најбољи стрелац                    |
|               | Јожеф Јесмаш (15 голова) ФК Ујпешт |

### Извор
- Mező Ferenc: Futball adattár.  978-963-7543-58-6.